# Synagoge (Königheim)

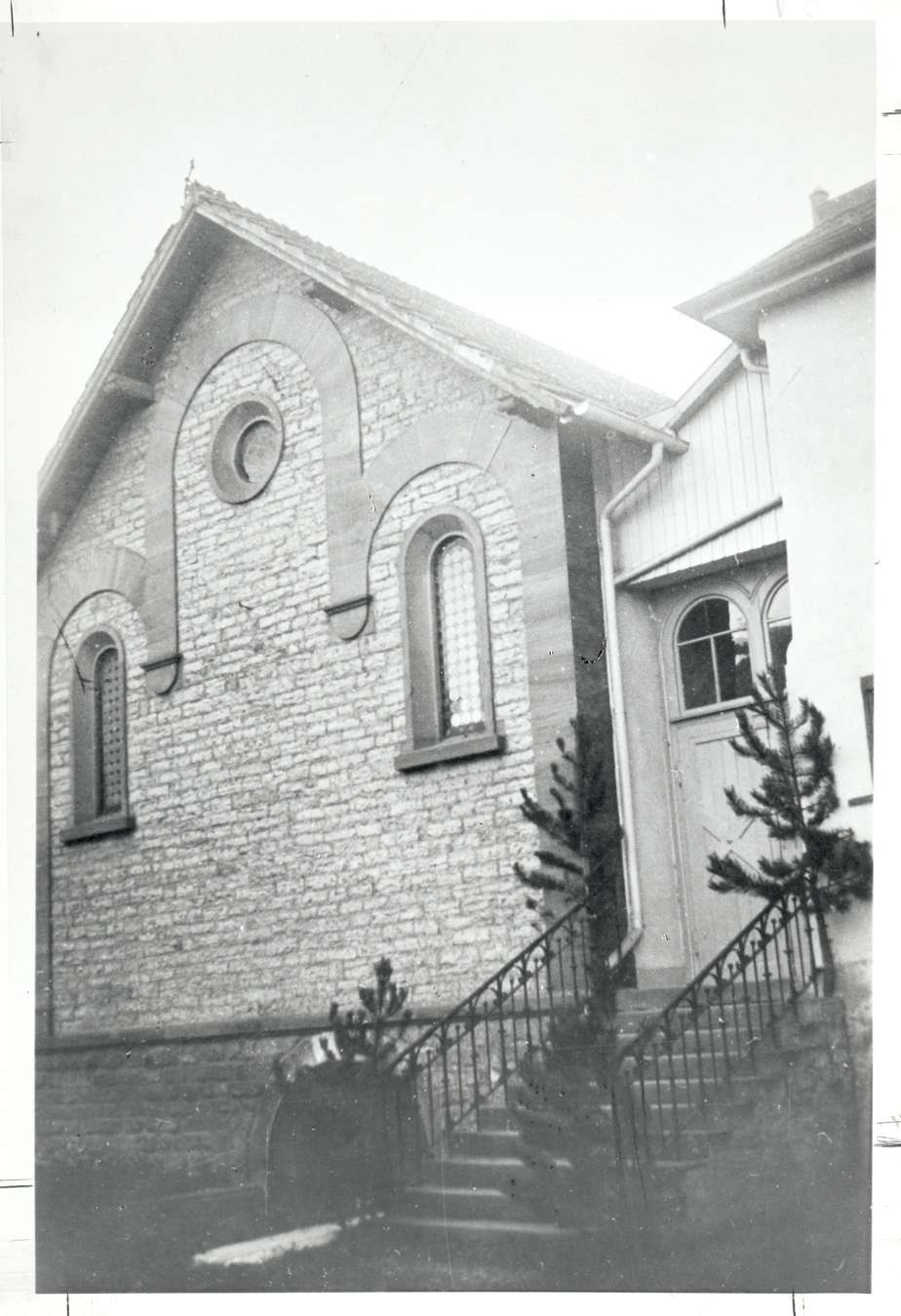
Synagoge Königheim (vor 1938), Foto beim Landesarchiv Baden-Württemberg

Die Synagoge in Königheim, einer Gemeinde im Main-Tauber-Kreis im Nordosten von Baden-Württemberg, wurde 1887/88 errichtet und Ende des Zweiten Weltkriegs durch Panzer zerstört.

## Geschichte
Im Jahr 1886 wurde die 1831 erbaute Synagoge durch Brand völlig zerstört. Die Baukosten einer neuen Synagoge wurden auf etwa 10.500 Mark geschätzt, wobei die Versicherung nur 5600 Mark für die abgebrannte Synagoge ersetzte. Die Jüdische Gemeinde Königheim bestand zu dieser Zeit aus 24 Haushaltungen mit zusammen 104 Personen. Durch eine Kollekte bei jüdischen Gemeinden in Baden kam ein Teil der Bausumme zusammen. Im Juli 1886 erstellte Bauführer Keim aus Königshofen die Pläne und im Sommer 1888 war der Neubau an derselben Stelle wie der alte Synagogenbau abgeschlossen.
Während der Novemberpogrome 1938 wurde die Königheimer Synagoge geplündert und die Torarollen wurden auf dem Sternplatz verbrannt. Das Gebäude kam danach in den Besitz der Gemeinde Königheim. Im März 1945 ging das Gebäude an der Münzgasse 2 beim Einmarsch der amerikanischen Truppen durch Panzergeschosse in Flammen auf und wurde völlig zerstört. 
Das Synagogengrundstück wurde mit einer Sparkassenfiliale neu bebaut. Inzwischen ist das Gebäude zu einem Wohnhaus mit Geschäft umgebaut. Eine Gedenktafel erinnert an die Synagoge.

## Pläne aus dem Jahr 1886

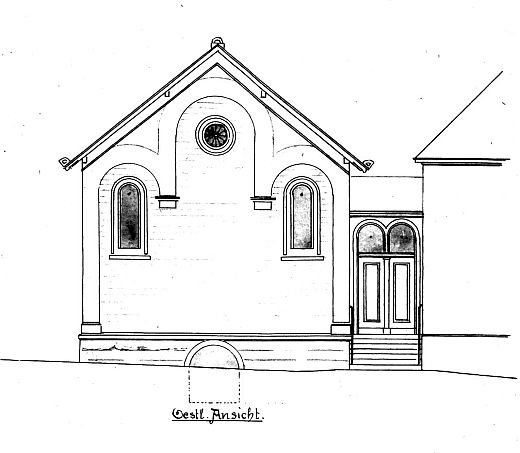
Östliche Ansicht
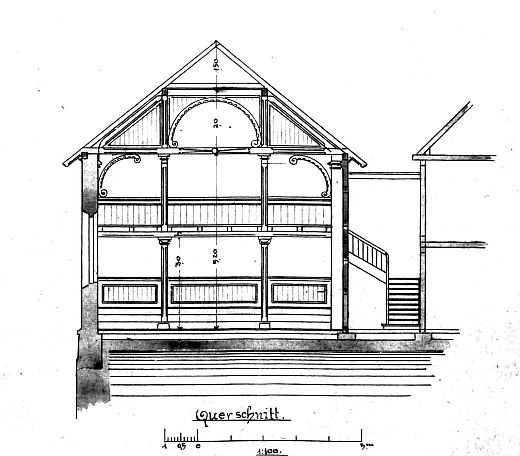
Querschnitt
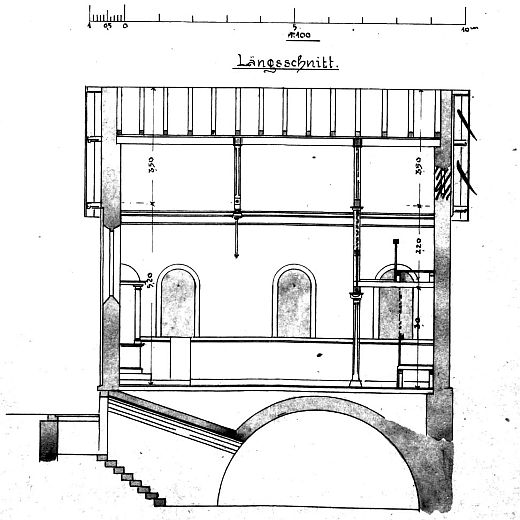
Längsschnitt
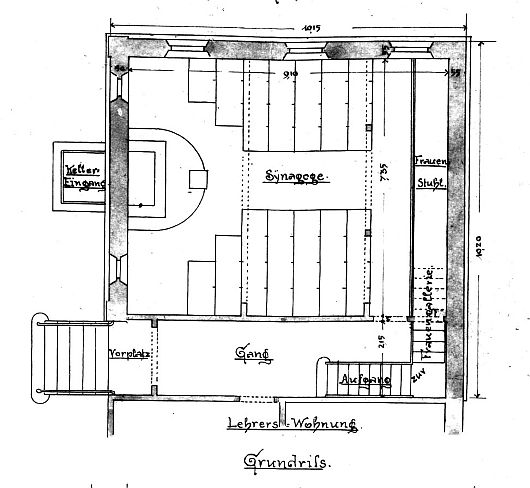
Grundriss